# Tenga di Kokand
Il tenga è stato la moneta di Kokand fino al 1876. Il tenga d'argento circolava assieme al pul di rame ed al tilla d'oro. Non c'erano rapporti fissi tra le tre monete, che furono tutte sostituite dal rublo russo.